# El Quinto
El Quinto är en ort i Mexiko.   Den ligger i kommunen Etchojoa och delstaten Sonora, i den västra delen av landet, 1 400 km nordväst om huvudstaden Mexico City. El Quinto ligger 32 meter över havet och antalet invånare är 103.
Terrängen runt El Quinto är mycket platt. Runt El Quinto är det ganska glesbefolkat, med 34 invånare per kvadratkilometer. Närmaste större samhälle är Navojoa, 13,3 km öster om El Quinto. Trakten runt El Quinto består till största delen av jordbruksmark.